# Нуча (село)
Ну́ча — село в Ардатовском районе Нижегородской области. Административно входит в состав Стексовского сельсовета.

## Этимология
Название села происходит от одноимённой реки, на берегах которой оно расположено. Название реки в свою очередь восходит к финно-угорскому корню нук/нух — «овраг» с гидроформантом ша/жа — «небольшая речка».

## Географическое положение
Село Нуча находится на юго-западе Нижегородской области России, на обоих берегах одноимённой реки, между автомобильными дорогами Ардатов — Арзамас и Ардатов — Саконы. Административный центр муниципального округа Ардатов находится в 6 км к юго-западу от Нучи. Село соединено просёлочными дорогами на севере — с покинутыми селом Нучарово (расстояние 4 км) и деревней Миякуши (расстояние 5 км)
на юго-востоке — с селом Круглово (3 км), на юге — с деревней Липелей (2 км), на юго-западе — с селом Поляна (3 км), на западе — с шоссе Ардатов — Саконы (3 км). В селе имеются два небольших озера на севере и северо-западе. Высота над уровнем моря около 145 метров.
Нуча находится в часовой зоне МСК (московское время). Смещение применяемого времени относительно UTC составляет +3:00.

## Административная принадлежность
Село Нуча входит в состав Стёксовского сельсовета Ардатовского муниципального округа Нижегородской области Российской Федерации.

## Климат
Село находится в зоне умеренно-континентального климата, который характеризуется холодной продолжительной зимой и тёплым, но достаточно коротким летом. За год выпадает в среднем 450—550 мм осадков, из них 68 % — в виде дождя и 32 % — в виде снега. Среднегодовая относительная влажность воздуха — 76 %. Снежный покров достигает 50 см, а в особо снежные зимы может достигать одного метра и более.
Весна приходит резко, обычно к середине апреля, при этом вплоть до середины мая нередки заморозки. Лето сравнительно короткое и достаточно жаркое — в отдельные годы температура может достигать 36 °C. Шапка лета приходится на июль. В конце весны и лета нередки грозы — их может случаться до 20 за год, почти каждый год выпадает град. Осень приходит в сентябре и стоит до начала ноября, но уже в сентябре нередки заморозки. Зима наступает в начале ноября и продолжается до середины марта. Обычно первый снег выпадает в октябре и держится в течение пяти месяцев, сходит к 10—15 апреля. Почва промерзает на глубину 70—90 см.
Вегетационный период составляет 189 дней, продолжительность безморозного периода — 137 дней.

## Население
| Численность населения | Численность населения | Численность населения | Численность населения | Численность населения | Численность населения | Численность населения | Численность населения | Численность населения | Численность населения | Численность населения | Численность населения |
| 1751                  | 1859                  | 1890                  | 1897                  | 1912                  | 1916                  | 1978                  | 1992                  | 1999                  | 2002                  | 2010                  | 2021                  |
| --------------------- | --------------------- | --------------------- | --------------------- | --------------------- | --------------------- | --------------------- | --------------------- | --------------------- | --------------------- | --------------------- | --------------------- |
| 1184                  | ↘744                  | ↗917                  | ↘906                  | ↗1141                 | ↘1075                 | ↘116                  | ↘44                   | ↘36                   | ↗37                   | ↘28                   | ↘8                    |

## Памятники истории и культуры
С мая 2007 года в селе действует скит Серафимо-Дивеевского монастыря и детский приют.

## Инфраструктура
В селе две улицы: Колхозная и Луговая.

## Известные уроженцы
- Елена Дивеевская (Мантурова) (1805—1832) Дивеевская святая

- Мантуров, Михаил Васильевич (1798—1858) — русский помещик, один из основателей Дивеевского монастыря.

## Комментарии
1. ↑  Указано как «Нуча (Спасское)».
2. ↑  Указано как «Нуча (Спасское)».